# Puccio Sciancato
Puccio dei Galigai, detto Puccio Sciancato (Firenze, ... – post 1280), fu un fiorentino del XIII secolo che Dante collocò all'Inferno nella bolgia dei ladri assieme ad altri ben quattro suoi concittadini (Inf. XXV, 148).
Non si hanno molte notizie storiche sulla sua vita: nel 1268 fu bandito da Firenze con la sua famiglia perché ghibellino, ma già nel 1280 lo troviamo tornato in città, tra i firmatari dell'effimera pace del Cardinal Latino (1280).
Non si conoscono nemmeno notizie circa la sua presunta attività di ladro. In Dante egli viene citato con l'intero nome (il nomignolo Sciancato poteva forse riferirsi a un difetto fisico) ed è l'unico a non subire un aggravamento della pena, senza subire metamorfosi particolari con i serpenti. Alcuni hanno voluto spiegare questa estraneità con il fatto che Puccio fosse un ladro semplice, mentre gli altri citati sarebbero ladri con varie aggravanti (sacrilegio, peculato, plagio, associazione a delinquere...). Gli elementi che Dante però  insinua nel poema (in quel canto la sua attenzione è tutta dedicata sulle trasformazioni fisiche) e le scarsissime fonti storiche rendono impossibile una qualsiasi interpretazione certa del passo.